# Lancashire (graafschap)
Lancashire is een shire-graafschap (non-metropolitan county OF county) in de Engelse regio North West England en telt 1,2 miljoen inwoners. De oppervlakte bedraagt 2903 km².
De administratieve hoofdplaats is Preston (het was Lancaster).

## Demografie
Van de bevolking is 16,6% ouder dan 65 jaar. De werkloosheid bedraagt 2,9% van de beroepsbevolking (cijfers volkstelling 2001).
Het aantal inwoners steeg van ongeveer 1.116.400 in 1991 naar 1.134.974 in 2001.

## Geschiedenis
Het graafschap Lancashire is de plaats waar de industriële revolutie als eerste toesloeg. Was deze streek in het noordwesten van Engeland vóór 1770 vooral een duister moeras, daarna bracht de katoenindustrie er ontwikkeling en welvaart. De bevolking vertienvoudigde tussen 1770 en 1840 en er ontstonden enkele grote en een reeks middelgrote industriesteden. De vlag van Lancashire is het symbool van het Huis Lancaster, een rode roos.
In 1612 vond een geruchtmakend heksenproces plaats, waarbij 12 mensen werden berecht, afkomstig  uit Pendle Hill en omgeving, in het oosten van het graafschap. Die zouden door middel van hekserij tien anderen hebben vermoord. Tien van hen  werden door ophanging ter dood gebracht; één beschuldigde werd vrijgesproken en één beklaagde stierf in de gevangenis.
Dit heksenproces was het meest geruchtmakende in zijn soort in het 17e-eeuwse Engeland. Een historisch niet betrouwbaar, maar in de 19e eeuw zeer populair boek over dit onderwerp werd in 1848 geschreven door William Harrison Ainsworth. Dit maakte  de geschiedenis van de Lancashire witches bij een groot publiek bekend. 
Nog steeds heeft dit invloed op o.a. de folklore en vooral het toerisme  van de streek. Er is tegenwoordig een Lancashire-heksen-wandelroute van 82 km., en op de top van de Pendle Hill vinden o.a. met Halloween evenementen plaats.  Een buslijn in de streek, en een regionaal ale (bier) is naar de heksen genoemd.
In 1974 werden de grenzen van het graafschap diepgaand gewijzigd door het afsplitsen van Liverpool en Manchester met hun voorsteden, die deel gingen uitmaken van de stedelijke graafschappen van respectievelijk Merseyside en Greater Manchester. De drie graafschappen zouden samen ongeveer 5 miljoen inwoners tellen.

## Overzicht districten
| Lokaal bestuurde gebieden en plaatsen | Lokaal bestuurde gebieden en plaatsen     |
| Nr.                                   | District/Unitary                          |
| ------------------------------------- | ----------------------------------------- |
| 1                                     | Lancaster                                 |
| 2                                     | Wyre                                      |
| 3                                     | Blackpool (unitary authority)             |
| 4                                     | Fylde                                     |
| 5                                     | Preston                                   |
| 6                                     | Ribble Valley                             |
| 7                                     | South Ribble                              |
| 8                                     | Hyndburn                                  |
| 9                                     | Burnley                                   |
| 10                                    | Pendle                                    |
| 11                                    | West Lancashire                           |
| 12                                    | Chorley                                   |
| 13                                    | Blackburn with Darwen (unitary authority) |
| 14                                    | Rossendale                                |

| Detailkaart |
| ----------- |
|             |

## Geboren
- James Hargreaves (1720-1778), uitvinder van de Spinning Jenny.
- Richard Arkwright (1732-1792), uitvinder, industrieel uit de 18e eeuw
- John Inman (1935-2007), acteur
- Robbie Dale (1940-2021), radio-diskjockey
- Pete Postlethwaite (1946-2011), acteur
- Catherine Ashton (1956), Hoge Vertegenwoordiger van de Europese Unie.
- Nick Park (1958), animator
- Stacey Kemp (1988), kunstschaatser
- Anthony Burgess (1917-1993), schrijver
- Phil Lester (1987), youtuber